# Sinobatis melanosoma
Sinobatis melanosoma — вид хрящевых рыб рода Sinobatis семейства нитерылых скатов отряда скатообразных. Обитают в северо-западной части и центрально-западной части Тихого океана. Встречаются на глубине до 1100 м. Их крупные, уплощённые грудные плавники образуют диск с широким вытянутым рылом, которое оканчивается заострённым выростом. Передние лопасти брюшных плавников имеют вид конечностей. Максимальная зарегистрированная длина 59 см. 

## Таксономия
Впервые вид был научно описан в 1965 году как Springeria borneensis. Видовой эпитет происходит от слов др.-греч. μέλας — «чёрный» и греч. σῶμα — «тело». Возможно вид конспецифичен Sinobatis borneensis. Голотип представляет собой неполовозрелую самку длиной 12,7 см, пойманного у берегов Гонконга в Южно-Китайском море (19°20′ с. ш. 114°16′ в. д.) на глубине 920—970 м. 

## Ареал
Эти глубоководные скаты обитают в северо-западной и центрально-западной части Тихого океана, в Южно-Китайском и Восточно-Китайском морях у берегов Вьетнама, Японии, Филиппин, Тайваня и Китая. Встречаются на глубине от 575 до 1100 м. 

## Описание
Широкие и плоские грудные плавники этих скатов образуют округлый диск. Рыло вытянутое и заострённое. Кожа лишена чешуи. Спинные плавники отсутствуют. На вентральной стороне диска расположены 5 жаберных щелей, ноздри и рот. Тонкий хвост короче диска.  Максимальная зарегистрированная длина 59 см, а ширина диска 38 см. 

## Взаимодействие с человеком
Эти скаты не являются объектом целевого лова. Возможно, они попадаются в качестве прилова при глубоководном тралении. В ареале ведётся глубоководный промысел. Международный союз охраны природы присвоил этому виду  охранный статус  «Вызывающий наименьшие опасения».